# Сардарапат (село)
Сардарапат (арм. Սարդարապատ) — село в Армении, в Армавирской области. Деревня была известна под названием Сардарапат до 1935 года, после чего была переименована в Октембер (октябрь) в память Октябрьской революции 1917 года.
В 1967 году деревня Норапат вошла в состав Октембера. Первоначальное название было восстановлено в 2009 году.
Название происходит от названия персидской крепости Сардари Берд, построенной в 1810 году последним персидским губернатором Эриванского ханства Хусейн-хан Каджаром. Во время строительства крепости была оказана помощь со стороны британцев и с использованием взятых[чего?] с руин древнего Армавира.
Сардарапат был взят русскими войсками под командованием генерала Паскевича 20 сентября 1828 года во время Русско-персидской войны (1826—1828).
Сегодня не осталось практически никаких следов крепости.
В соседнем селении Аракс находится мемориал Битвы при Сардарапате 1918 года.

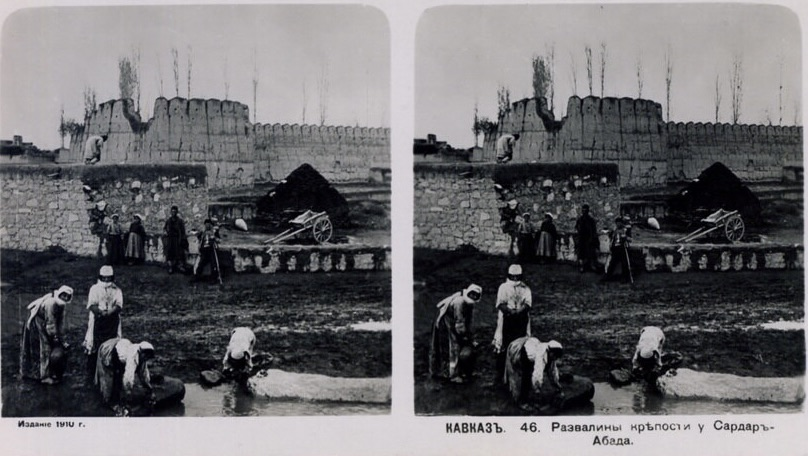
Развалины крепости Сардар-Абад, начало XX века